# Bernadette Suau
Vous lisez un « bon article » labellisé en 2024.
Pour les articles homonymes, voir Suau (homonymie) et Noulens (homonymie).
Bernadette Suau, née Noulens le 3 septembre 1942 à Mirande et morte le 8 décembre 2013 à Toulouse, est une archiviste et historienne française.
Elle est directrice adjointe des archives départementales de l'Eure de 1972 à 1978, directrice des archives départementales des Landes de 1978 à 1992 puis directrice des archives départementales de la Haute-Garonne de 1992 à 2003.
Elle est l'auteure ou la directrice de publication de nombreux ouvrages relatifs à l'histoire et au patrimoine, de plusieurs catalogues d'expositions qu'elle a organisées dans les Landes et en Haute-Garonne, et de registres d'archives. Elle participe à la rédaction de l'Histoire de la Gascogne contemporaine (1983), et elle est la directrice de publication du dictionnaire biographique Mémoire des Landes (1991), ainsi qu'un de ses principaux auteurs. Elle est membre de plusieurs associations et sociétés savantes, dont la Société archéologique du Midi de la France et la Fédération historique de Midi-Pyrénées, dont elle est la secrétaire générale.

## Biographie
Bernadette Noulens naît le 3 septembre 1942 à Mirande, dans le Gers,,,. Elle est la fille d'un avoué qui est le neveu du poète et journaliste Joseph Noulens (1828-1898) et de son épouse née Dubecq, originaire des Landes et sœur de Xavier-Joseph Dubecq (d). Elle parle l'occitan et notamment son dialecte gascon.

### Formation
Elle obtient son baccalauréat puis effectue une licence d'histoire à la faculté de Lettres de l'université de Toulouse. Souhaitant étudier à l'École nationale des chartes, elle intègre la première promotion d'une classe préparatoire au concours d'entrée à l'école au lycée Pierre-de-Fermat à Toulouse,,. Elle est admise à l'école et obtient le diplôme d'archiviste-paléographe le 6 mai 1971, après avoir soutenu une thèse intitulée Rodez au milieu du XVe siècle,,,.

### Carrière (1971-2003)
Bernadette Noulens commence sa carrière d'archiviste la même année, aux Archives nationales, mais n'y reste qu'un an, se destinant à une carrière au sein des services départementaux d'archives,,. Elle est nommée directrice adjointe des archives départementales de l'Eure le 1er mars 1972,,,. À ce poste jusqu'en 1978, elle s'implique dans la sauvegarde du patrimoine, occupe la charge de conservateur départemental des antiquités et objets d'art et collabore avec la fondation pour la sauvegarde de l'art français. Elle mène des excursions patrimoniales et rédige des fiches sur les monuments historiques de l'Eure.

#### Aux archives départementales des Landes (1978-1992)

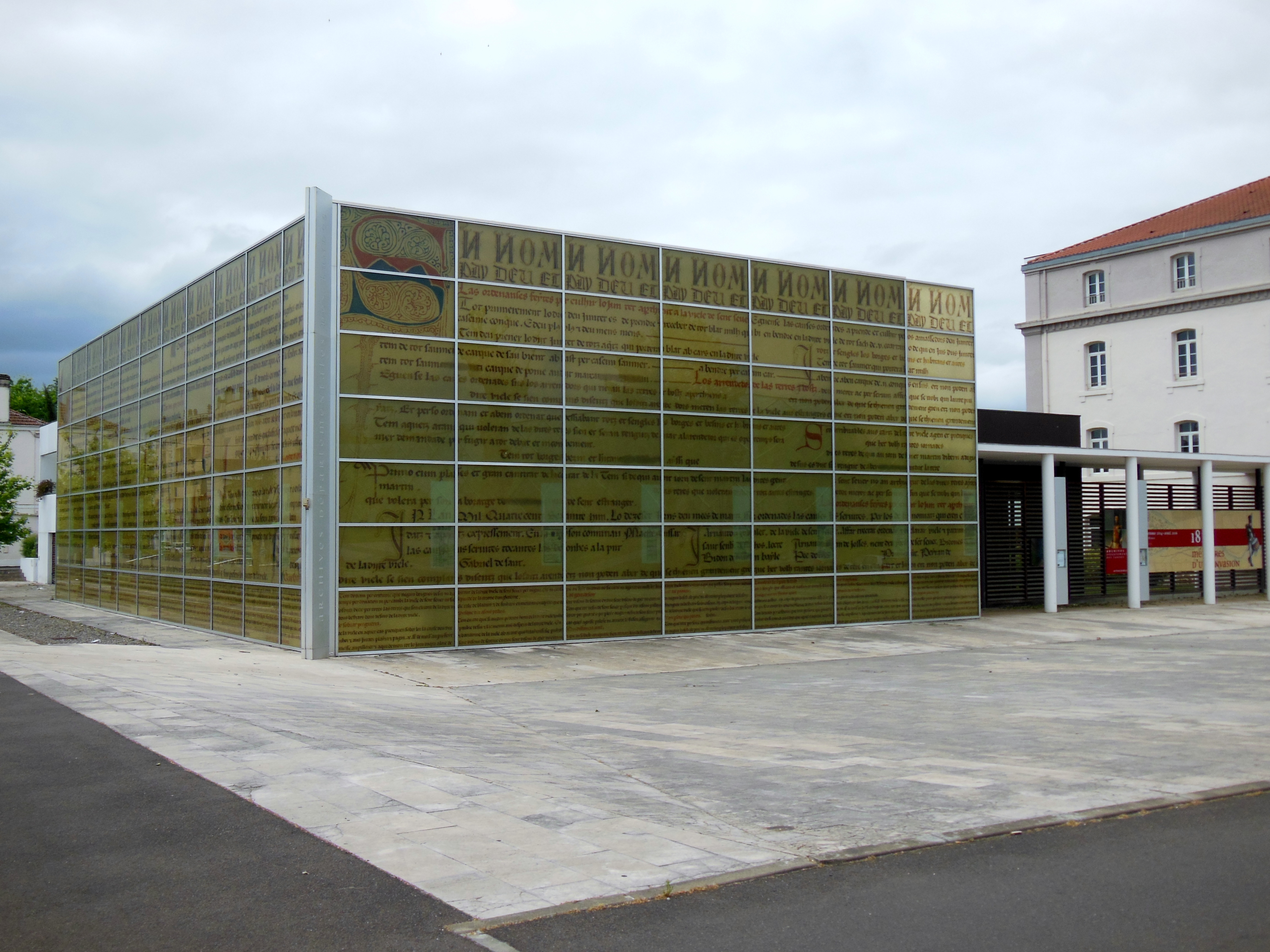
Le bâtiment des archives départementales des Landes en 2015.

Le 1er décembre 1978, elle est nommée directrice des archives départementales des Landes,,, où elle conserve son poste de conservateur départemental des antiquités et objets d'art (à ce titre, elle participe à des travaux de sauvegarde dans l'église Saint-Jean-Baptiste de Suzan et au sauvetage des fresques de Geaune en 1986). Dès son entrée en fonction, elle remodèle le service et sa bibliothèque, enrichit les fonds grâce à des dons, dépôts et acquisitions et réorganise les répertoires, dirigeant la publication de ceux des séries O (1982), X (1984), N (1985), Z (1985), E (1991) et U (1992). Elle crée un service photographique et débute la reproduction des registres paroissiaux et d'état civil des communes des Landes, permettant ensuite leur numérisation et leur publication en ligne.
Elle organise des expositions pour dévoiler au public la richesse des archives départementales. La première, en 1984, est intitulée « Mont-de-Marsan médiéval ». Elle présente aux Landais des documents historiques et archéologiques et est reconduite à deux reprises au vu de son succès. La seconde est réalisée en 1989, année du bicentenaire de la Révolution. Nommée « Des Lannes aux Landes. Naissance et vie du département pendant la Révolution », elle donne lieu à la publication d'un ouvrage sous sa direction, Le département des Landes à l'époque révolutionnaire. Guide bibliographique et à la tenue du colloque « Les Landes et la Révolution », les 29 et 30 septembre 1989. Dans ce colloque et les autres qu'elle dirige, elle fait appel aussi bien à des historiens landais qu'à d'autres venus de toute la France. Toutes ces animations permettent une plus grande fréquentation de la salle de lecture des archives départementales.
En juin 1980, Bernadette Suau figure parmi les membres fondateurs de l'association des Amis des églises anciennes des Landes. Elle en est la secrétaire puis la présidente d'honneur. Elle publie plusieurs études sur des édifices religieux du département (notamment de l'église Sainte-Marie de Bostens, l'église Saint-Jean-Baptiste de Suzan), souvent en collaboration avec le religieux et historien de l'art Jean Cabanot ou son conjoint, l'historien de l'art Jean-Pierre Suau. Elle publie notamment avec ce dernier un livre sur les vitraux des Landes en 2012,. En tant que directrice des archives départementales, elle apporte sa caution à la création de l'association des Amis des Archives des Landes (AAL), puis, en décembre 1982, de l'association landaise de Recherche et Sauvegarde (ALDRES). Présidente de la seconde pendant plusieurs années, elle organise des expositions et des sorties archéologiques, et dirige la publication d'un bulletin annuel.
Elle est une des auteures de l'ouvrage de référence Histoire de la Gascogne contemporaine, dirigé par Maurice Bordes et paru en 1983. Elle est l'unique rédactrice du premier tiers du livre, dédié aux Landes. Divisant son étude en deux régions géographiques, elle décrit d'abord le nord du département, avec ses dunes et ses forêts, puis le sud, centré sur la Chalosse et ses collines. Elle aborde les contrastes et dualités du département : entre le nord et le sud, Dax, ville dynamique et touristique, et Mont-de-Marsan, ville calme centrée sur la préfecture et l'armée, entre la disparition des métayers et le renforcement des grands propriétaires terriens ou entre le conservatisme, incarné par le maintien de l'influence religieuse sur la population et le nombre d'élus du parti radical au conseil général des Landes, et le progressisme, illustré par la baisse régulière de la pratique religieuse et les victoires systématiques du parti socialiste aux élections législatives. Elle évoque également les activités économiques actuelles et passées du département : la sylviculture, les forges de l'Adour, le gisement de pétrole de Parentis-en-Born, le tourisme, le thermalisme, l'agriculture et l'aéronautique, sans oublier les activités culturelles : sport, sociétés savantes, musées et coutumes populaires,.
En 1985, Philippe Wolff, historien médiéviste, membre de l'Académie des inscriptions et belles-lettres et ancien professeur de Bernadette Suau à l'université de Toulouse, lui propose la direction d'un dictionnaire biographique départemental. Elle accepte et constitue une équipe d'historiens locaux (dont Louis Papy et David Chabas) aux spécialités différentes afin de traiter un maximum de personnages. Elle forme un comité de rédaction, détermine les processus de recherche, met à la disposition de ses coauteurs les fonds des archives départementales et met en place des réunions de synthèses régulières. Ce travail aboutit à la publication en 1991 de Mémoire des Landes, seul dictionnaire biographique de référence concernant le département des Landes,. Sur 346 pages, il comprend une introduction, environ 600 biographies, dont 200 sont inédites sur « les gens nés et morts dans le département où ils ont accompli l'essentiel de leur œuvre ; ceux nés et formés dans le département mais qui ensuite se sont illustrés ailleurs ; les personnes venues s'installer dans le département et qui ont su s'y intégrer et y jouer un rôle notable », une histoire du département (écrite par Bernadette Suau), une carte et des listes (préfets, présidents du conseil général, évêques d'Aire et de Dax). De son propre aveu, « les femmes sont les grandes absentes de ce dictionnaire ».
Elle est nommée conservateur en chef du patrimoine le 1er janvier 1990,.

#### Aux archives départementales de la Haute-Garonne (1992-2003)
Après quatorze ans dans les Landes, elle est nommée le 1er octobre 1992 directrice des archives départementales de la Haute-Garonne,,. Elle y reprend également le rôle de conservateur départemental des antiquités et objets d'art (elle opère donc des recensements des œuvres d'art dans tout le département). Elle est nommée conservateur général du patrimoine le 15 janvier 1995,.
En 1995, elle obtient du conseil général l'agrandissement de l'exiguë salle de lecture du bâtiment principal. Elle fait repeindre les locaux et y installe des alarmes. Elle annexe aux archives départementales l'ancien bâtiment des services d'incendie et de secours de Colomiers, et y crée un dépôt d'archives, des bureaux et une salle de lecture,. Elle entreprend de développer les archives de Saint-Gaudens en y transférant une part importante des archives relatives au comté et au diocèse de Comminges et en y créant, en collaboration avec l'académie de Toulouse, un service éducatif afin de permettre aux enseignants d'accéder aux archives ainsi qu'aux élèves de s'initier à la recherche et de s'intéresser à l'histoire de leur région. Elle met en place des journées portes ouvertes dans les archives départementales lors des journées européennes du patrimoine.
Elle édite les archives relatives à la période révolutionnaire, aux cadastres communaux et à la basilique Saint-Sernin,, puis fait trier et classer les archives du parlement de Toulouse, alors entreposées dans des sacs de jute dans les combles et la cave du bâtiment des archives. Comme dans les Landes, elle dirige une campagne de reproduction photographique des registres d'état civil des communes du département, prélude à leur numérisation et à leur publication sur internet,. Elle enrichit grandement les fonds, notamment la série J, en obtenant de nombreux dépôts d'archives privées, dont celles du maréchal d'Empire Catherine-Dominique de Pérignon, de l'archéologue Georges Fouet et de l'avocat et écrivain pyrénéiste Pierre de Gorsse. Elle fait pression auprès du conseil général pour qu'il achète une importante collection de cartes postales issues de la maison d'édition toulousaine Labouche Frères.
Pour mettre en valeur les fonds, elle fait des archives le centre de plusieurs expositions. La première, à l'occasion des 450 ans du parlement de Toulouse en 1994, est nommée « Cinq siècles de justice ». La deuxième, « À l'aube d'un siècle », la même année, est basée sur les collections de cartes postales Labouche. La dernière, se déroulant à Saint-Bertrand-de-Comminges (entre le 14 juin et le 30 septembre 1997), est dédiée aux « Cultes populaires en Comminges ». Elles reçoivent un grand succès et des éloges dans la presse régionale et nationale,.
Dans tout le département, elle organise des excursions sur le terrain et demande des restaurations. Elle met en place une commission départementale des objets mobiliers. Elle contribue à la création du musée Clément-Ader à Muret.

### Retraite (2003-2013)
Elle conserve la tête des archives départementales de la Haute-Garonne jusqu'en 2003, année où elle fait valoir ses droits à la retraite,,. Demeurant à Toulouse, elle s'investit dans plusieurs associations et sociétés savantes, dont l'association des amis des archives de la Haute-Garonne, la société archéologique du Midi de la France, dont elle est archiviste et bibliothécaire, et la fédération historique de Midi-Pyrénées, dont elle devient la secrétaire générale. À ce poste, elle dirige l'organisation de congrès annuels (dont ceux de Tarbes, Sorèze et Cahors) et la publication de leurs actes,. Sa dernière publication est intitulée Les confréries de pénitents à Toulouse (2011), en collaboration avec Nicole Andrieu. Atteinte par une grave maladie, elle meurt à Toulouse le 8 septembre 2013 à l'âge de 71 ans,,. Elle est inhumée dans le cimetière d'Hinx, dans les Landes.

## Distinctions
Pour son implication dans la protection et la sauvegarde du patrimoine, la fondation pour la sauvegarde de l'art français lui remet en 1971 le prix de la marquise de Maillé,,. Pour sa carrière au sein des archives et son activité au sein d'associations culturelles et scientifiques, elle obtient plusieurs décorations, :
- Chevalière de l'ordre des Arts et des Lettres (7 janvier 1981[B 12]) ;
- Chevalière de l'ordre des Palmes académiques (20 février 1988[B 13]) ;
- Chevalière de l'ordre national du Mérite (14 mai 2004[B 14]).

## Publications

### Ouvrages
- Avec André Plaisse et Ivan Cloulas, La Région d'Évreux sous la domination anglaise : 1417-1450, Évreux, Archives départementales de l'Eure, 1970, 47 p. (BNF 35357696).
- Avec Jean-Pierre Suau, Lettres à un archéologue normand, Raymond Bordeaux (1821-1877), Évreux, Société libre d'agriculture, sciences, arts et belles-lettres de l'Eure, 1975, 28 p. (BNF 38786521).
- Avec Jean-Pierre Suau et Jean Cabanot, Sainte-Marie de Bostens, Mont-de-Marsan, Amis des églises anciennes des Landes, 1981, 43 p. (BNF 34853795)[8].
- Avec Jean Cabanot et Brigitte Wattier, Aire-sur-l'Adour, Talence, Centre de recherches sur l'occupation du sol et le peuplement, 1982, 158 p. (BNF 34739085).
- Avec Jean-Pierre Suau et Jean Cabanot, Suzan, Mont-de-Marsan, Amis des églises anciennes des Landes, 1982, 63 p. (BNF 34755627) [9].
- Avec Maurice Bordes, Louis Laspalles, Jean Castex, Georges Courtès et Gilbert Sourbadère, Histoire de la Gascogne contemporaine : des Landes aux Pyrénées, Le Coteau, Horvath, 1983, 371 p. (BNF 34755723, lire en ligne)[11],[12].
- Avec Annie Bugat, Geneviève Verminas et Marie-Claude Bories, Rodez, Aveyron, Paris, CNRS Éditions, 1983, 3 p. (BNF 37310789).
- Avec Jean Cabanot, Guide pour la visite de quelques églises anciennes du Gabardan, Mont-de-Marsan, Amis des églises anciennes des Landes, 1984, 56 p. (BNF 34773741).
- Avec Jean Cabanot et Jean Bernard Marquette, Guide pour la visite de quelques églises anciennes de Chalosse, Amou, Aulès, Baigts, Mont-de-Marsan, Amis des églises anciennes des Landes, 1987, 56 p. (BNF 34992451).
- Mémoire des Landes : dictionnaire biographique, Mont-de-Marsan, Comité d'études sur l'histoire et l'art de la Gascogne, 1991, 346 p. (BNF 36654473)[13]
- Les Landes et la Révolution : actes du colloque de Mont-de-Marsan, Mont-de-Marsan, Conseil général des Landes, 1992, 306 p. (BNF 35531337).
- Avec Jean-Pierre Amalric et Jean-Marc Olivier, Toulouse, une métropole méridionale : actes du 58e Congrès de la Fédération historique de Midi-Pyrénées, Toulouse, Université de Toulouse-II-Le Mirail, 2009, 1094 p. (BNF 42062619).
- Avec Nicole Andrieu, Les confréries de pénitents à Toulouse, Toulouse, Association des amis des Archives de la Haute-Garonne, 2010, 59 p. (BNF 42309049).

### Catalogues d'exposition
- Avec Xavier Petitcol et Armand-Henry Amann, IVe centenaire de la naissance de saint Vincent de Paul, Mont-de-Marsan, Archives départementales des Landes, 1981, 62 p. (BNF 34683335).
- Avec Jean-Pierre Suau, Mont-de-Marsan au Moyen-Age : regards nouveaux et recherches actuelles, Mont-de-Marsan, Association landaise de recherche et sauvegarde, 1984, 37 p. (BNF 37725590).
- Avec Jean-Pierre Suau et François Causse, De l'arbre à la forêt landaise, Mont-de-Marsan, Archives départementales des Landes, 1986, 76 p. (BNF 37725589).
- Avec Nicole Andrieu, Les cultes populaires en Comminges, Toulouse, Archives départementales de Haute-Garonne, 1997, 63 p. (BNF 39288575).

### Répertoires d'archives
- Avec Marcel Baudot, Christian Bachala et Paulette Lucas, Répertoire numérique de la série M : administration générale et économie du département, 1800-1940, Évreux, Archives départementales de l'Eure, 1977, 323 p. (BNF 34601019).
- Avec Francine Daudigeos et Christiane Lesclaux, Répertoire numérique détaillé de la série O : administration et comptabilité communales, voirie communale, dons et legs : an VIII-1940, Mont-de-Marsan, Archives départementales, 1982, 511 p. (BNF 36604008).
- Avec Francine Daudigeos et Christiane Lesclaux, Répertoire numérique détaillé de la série X : assistance et prévoyance sociale, 1800-1940, Mont-de-Marsan, Archives départementales, 1984, 133 p. (BNF 36630284).
- Avec Jacqueline Ursch, Répertoire numérique de la série M : administration générale et économie du département, 1800-1940, Mont-de-Marsan, Archives départementales, 1985, 399 p. (BNF 36630281).
- Avec Edmond Mouquot, Répertoire numérique de la série N : administration et comptabilité départementales, 1800-1940, Mont-de-Marsan, Archives départementales, 1985, 64 p. (BNF 36630282).
- Avec Francine Daudigeos et Christiane Lesclaux, Répertoire numérique détaillé de la série U : justice (1800-1940), Mont-de-Marsan, Archives départementales, 1992, 165 p. (BNF 37667326).